# Miniopterus fuscus
Miniopterus fuscus (Bonhote, 1902) è un pipistrello della famiglia dei Miniotteridi endemico delle Isole Ryukyu.

## Descrizione

### Dimensioni
Pipistrello di piccole dimensioni, con la lunghezza della testa e del corpo tra 50 e 60 mm, la lunghezza dell'avambraccio tra 43 e 46,5 mm, la lunghezza della coda tra 45 e 55 mm e un peso fino a 11 g.

### Aspetto
La pelliccia è corta, soffice e setosa. Le parti dorsali sono grigio-brunastre, mentre le parti ventrali sono giallo-grigiastre. La fronte è molto alta e bombata, il muso è stretto e con le narici molto piccole. Le orecchie sono corte, triangolari, ben separate tra loro e con l'estremità arrotondata. Il trago è lungo circa la metà del padiglione auricolare, leggermente curvato in avanti e con la punta arrotondata. Le membrane alari sono brunastre e attaccate posteriormente sulle caviglie. La lunga coda è inclusa completamente nell'ampio uropatagio. Il calcar è lungo e privo di carenatura.

## Biologia

### Comportamento
Forma vivai di alcune migliaia di femmine con i loro piccoli. Al momento ne sono stati identificati soltanto 3 con circa 1.000 esemplari ciascuno e diverse colonie invernali.

### Alimentazione
Si nutre di insetti volanti.

## Distribuzione e habitat
Questa specie è conosciuta soltanto su Okinawa, Okinoerabujima, Kumejima, Tokunoshima, Iriomote ed Ishigaki nelle Isole Ryukyu.

## Conservazione
La IUCN Red List, considerato l'areale limitato e seriamente frammentato e il continuo declino nell'estensione e nella qualità del proprio habitat, classifica M.fuscus come specie in pericolo di estinzione (Endangered).